# 橙额果鸠
橙额果鸠（学名：Ptilinopus aurantiifrons），是鸽形目鸠鸽科的一种鸟类。

## 特征
橙额果鸠体重约152克，翼长约128毫米，嘴峰长约18.6毫米，喙宽度约4.7毫米，喙厚度约4.4毫米，跗蹠长约23.1毫米，尾长约60.8毫米。橙额果鸠在其分布区内为留鸟，其栖息在半开放的高大的树木组成的森林中，食性为草食性，主要食物来源是水果。

## 分布
西巴布亚新几内亚（阿魯群島，亞彭島，德恩特卡斯特群岛）。